# Thomas Baumann (Journalist)

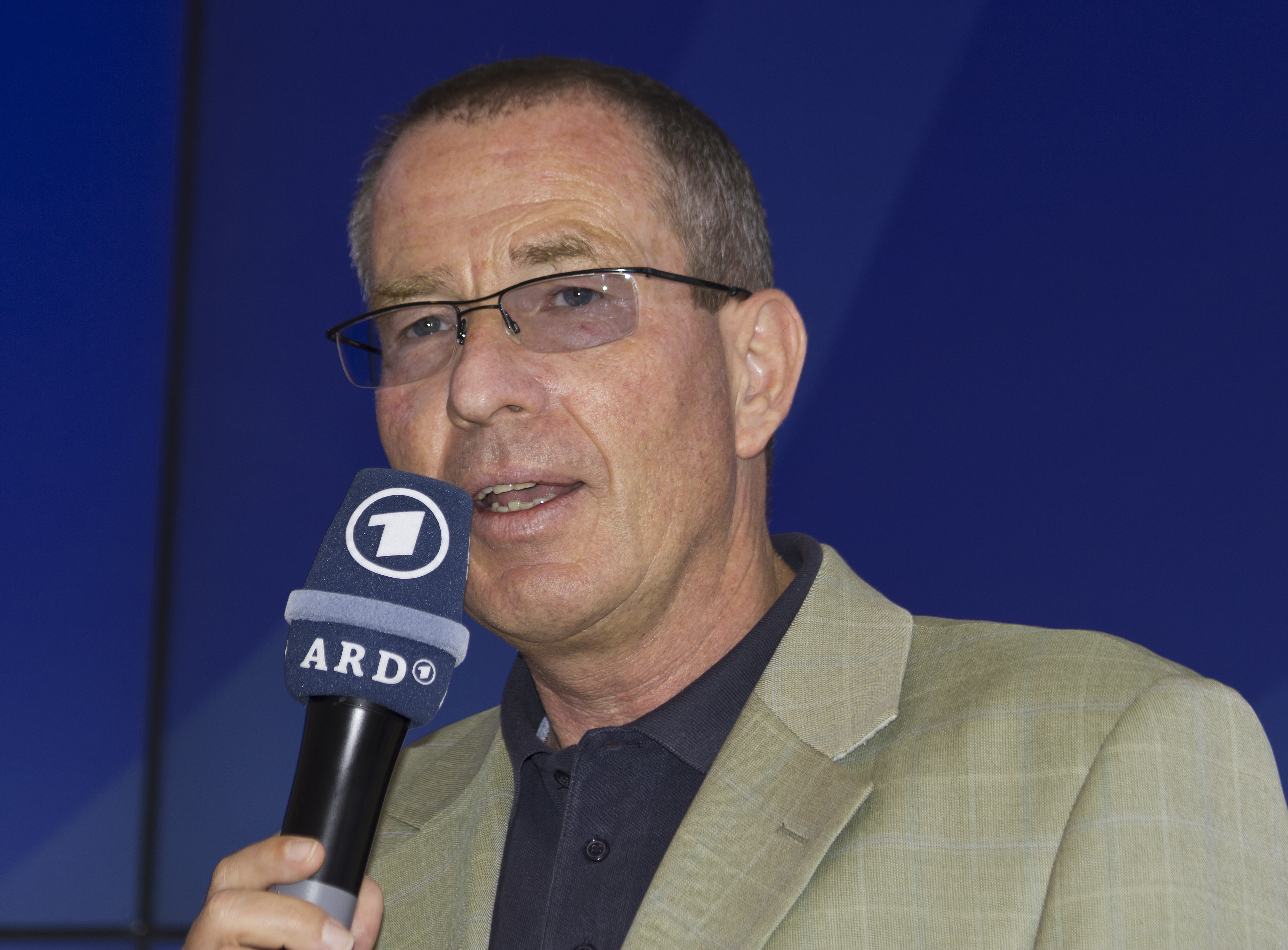
Thomas Baumann (2013)

Thomas Baumann (* 15. Juli 1961 in Hof) ist ein deutscher Journalist. Er war vom 1. Juli 2006 bis zum Juli 2016 ARD-Chefredakteur und Koordinator für Politik, Gesellschaft und Kultur. 2019 wechselte Baumann zum Rundfunk Berlin-Brandenburg (rbb).

## Werdegang
Baumann studierte Politikwissenschaft, Kommunikationswissenschaft und Psycholinguistik in München. Er beendete das Studium mit dem Magisterabschluss.
Bereits während seines Studiums arbeitete er u. a. als Sportreporter bei der Münchner Tageszeitung tz und war freier Mitarbeiter des Bayerischen Rundfunks. Nach seinem Magisterabschluss arbeitete Baumann als Reporter, Planungsredakteur und Chef vom Dienst bei den Sendungen Bayernstudio, Rundschau und Rundschau-Magazin des Bayerischen Fernsehens. Im Jahr 1991 wurde er Leiter der Nachrichtenredaktion beim MDR. Zwischen 1994 und 1998 war er ARD-Korrespondent für Tschechien und die Slowakei. Außerdem war Baumann Leiter des ARD-Studios in Prag. 1999 wurde Baumann stellvertretender Chefredakteur des Hauptstadtstudios der ARD in Berlin und 2006 ARD-Chefredakteur.
Am 1. Juli 2006 übernahm Baumann die Funktion des ARD-Chefredakteurs von seinem Vorgänger Hartmann von der Tann. 2016 wurde er wieder stellvertretender Chefredakteur im Hauptstadtstudio. Von 2016 bis 2018 moderierte er auch wieder den Bericht aus Berlin, den er bereits 2002–2006 moderiert hatte.